# D-VHS
Lancé commercialement à partir de 1998, le D-VHS (Digital Video Home System) est un format vidéo numérique conçu par JVC en collaboration avec Hitachi, Matsushita et Philips. Le D-VHS exploite le même type de mécanisme et de support que celui des vidéocassettes de type S-VHS. Dans sa version d’origine, il a été conçu pour permettre d’enregistrer et de lire à la fois la vidéo numérique en définition standard. Son évolution en 2002 a permis de le doter de la compatibilité TVHD. Ultime évolution du format VHS progressivement abandonné au profit des disques enregistrables (DVD, Blu-ray, disques durs multimédias), il représente jusqu’à l’apparition des coûteux enregistreurs Blu-ray en 2008, le seul moyen grand public destiné à enregistrer et stocker en numérique, les programmes SD et TVHD sur des supports individuels et amovibles. Toutefois, il n’est pas doté d’un démodulateur (récepteur) compatible avec la TNT (DVB-T).
Doté d’une sauvegarde exploitant la norme MPEG-2 (et non pas le MPEG-4 et l’encodage H.264 exploités par les récepteurs TVHD actuels), il permet toutefois d’enregistrer selon deux résolution d’image à haute résolution : 720p et 1080i avec ou sans re-compression MPEG-2 selon la vitesse d’enregistrement/lecture choisie. Cependant, l'enregistrement TVHD n'est autorisé que pour les transferts d'images de caméscopes HD, et d'appareils photo numériques (images personnelles, qui ne sont pas soumises à droits d'auteur, donc sans DRM). Par contre le DRM interdit tout enregistrement direct tout numérique, depuis une émission TVHD.

## Capacité et fonctionnalités
Comme certains magnétoscopes VHS, la platine D-VHS est dotée de plusieurs vitesses d’enregistrement/lecture ce qui permet une capacité adaptée au type d’archivage (de la basse résolution à la HD non recompressée) : Haute vitesse (HS), vitesse standard (STD) et vitesse lente (LS) en vitesse 1⁄3 (LS3) voire en 1⁄5 (LS5) sur un modèle proposé par JVC. La TVHD exploite soit la résolution 1 920 × 1 080 entrelacée (1080i), soit 1 280 × 720 (720p) au débit de 28,2 Mbit/s (en mode HS). La définition standard exploite 720 × 480 avec un débit de 14,1 Mbit/s en STD, 4,7 Mbit/s en LS3 et 2,8 Mbit/s en LS5. Les D-VHS peuvent lire et enregistrer en mode analogique S-VHS (PAL ou NTSC),en HIFI, ainsi que le mode VHS normal PAL, ou NTSC également avec son HIFI.
À la fin des années 1990, JVC a sorti, pour le marché Français une platine D-VHS avec analogique PAL, et SECAM Français, lisant, les VHS analogiques NTSC: Ce fut un échec commercial total, à cause de cette spécificité. De ce fait, dans le reste de l'Europe, la même platine a été commercialisée, également sous la marque PHILIPS, avec le MESECAM, en lieu et place du SECAM Français (cela ne concerne que la partie analogique VHS normal, le S-VHS restant uniquement PAL, ou NTSC), le mode D-VHS restant rigoureusement le même dans toute l'Europe (mentionné MTP PAL), aux États-Unis et Japon la platine D-VHS est mentionnée MTP NTSC.
| Type   | Capacité | Longueur de bande | Durée d’enregistrement | Durée d’enregistrement | Durée d’enregistrement | Durée d’enregistrement | Durée d’enregistrement |
| Type   | Capacité | Longueur de bande | HS ou VHS-SP           | STD ou VHS-LP          | LS3                    | LS5                    |                        |
| ------ | -------- | ----------------- | ---------------------- | ---------------------- | ---------------------- | ---------------------- | ---------------------- |
| DF-240 | 25 GB    | 248 m             | 120 min (2 h)          | 240 min (4 h)          | 720 min (12 h)         | 1 200 min (20 h)       |                        |
| DF-300 | 31,7 GB  | ~300 m            | 150 min (2 h 30)       | 300 min (5 h)          | 900 min (15 h)         | 1 500 min (25 h)       |                        |
| DF-420 | 44 GB    | 433 m             | 210 min (3 h 30)       | 420 min (7 h)          | 1 260 min (21 h)       | 2 100 min (35 h)       |                        |
| DF-480 | 50 GB    | 500 m             | 240 min (4 h)          | 480 min (8 h)          | 1 440 min (24 h)       | 2 400 min (40 h)       |                        |

## Vidéocassettes enregistrées «D-Theater»
En 2002, aux États-Unis, des vidéocassettes D-VHS préenregistrées ont été commercialisées sous le label « D-Theater ». Mais ce support est incompatible avec les platines D-VHS antérieures n’affichant pas le logo « D-Theater ». Les éditeurs 20th Century Fox, Artisan Entertainment, DreamWorks et Universal Pictures ont proposé une centaine de titres jusqu’au début de 2004.
La plupart de ces vidéocassettes intègrent une protection anti-copie (DTCP, qui interdit le transfert via la prise de sortie FireWire).
Les platines D-Theater sont commercialisées uniquement aux États-Unis, et Japon. Elles peuvent lire, et enregistrer en mode analogique (S-VHS, et VHS normal), uniquement en NTSC SP (33,35 mm/s), et EP/SLP (11,12 mm/s), avec son HIFI VHS analogique de haute qualité.
Si on essaye de lire une vidéocassette « D-theater », sur un appareil VHS classique, on ne verra que de la neige sur l'écran, ainsi qu'un bruit rose, ce qui montre l'incompatibilité des supports, malgré la similitude du boitier de la cassette VHS, et ses bobines. La majorité des films proposés en « D-Theater » offrent une image 1080i encodées à 28 mégabits/s MPEG2.